# Supercoppa spagnola 2015 (pallavolo femminile)
La Supercoppa spagnola 2015 si è svolta il 3 ottobre 2015: al torneo hanno partecipato due squadre di club spagnole e la vittoria finale è andata per la terza volta consecutiva al Logroño.

## Regolamento
Le squadre hanno disputato una gara unica.

## Squadre partecipanti
| Squadra | Qualificazione                         | Ultima partecipazione    |
| ------- | -------------------------------------- | ------------------------ |
| Logroño | Vincitrice Superliga 2014-15           | Supercoppa spagnola 2014 |
| Iruña   | Finalista Coppa della Regina 2014-2015 | Debutto                  |

## Torneo
| 3 ottobre 2015 Centro Deportivo Lobete, Logroño Durata: 1h:22 - Spettatori: 500 | Logroño | 3 - 0 | Iruña | 25-16, 25-18, 25-21 |